# گری کار
گری کار (انگلیسی: Gary Carr؛ زادهٔ ۱۱ دسامبر ۱۹۸۶) بازیگر تئاتر، سینما و تلویزیون، هنرمند رقص و موسیقی‌دان اهل بریتانیا است.
او تا کنون برندهٔ جوایز گوناگونی در زمینهٔ هنرهای نمایشی شده است.
از فیلم‌ها یا مجموعه‌های تلویزیونی که وی در آن‌ها نقش داشته است، می‌توان به دانتون ابی و مرگ در بهشت اشاره نمود.